# یونیورسیتی هلت سیستم

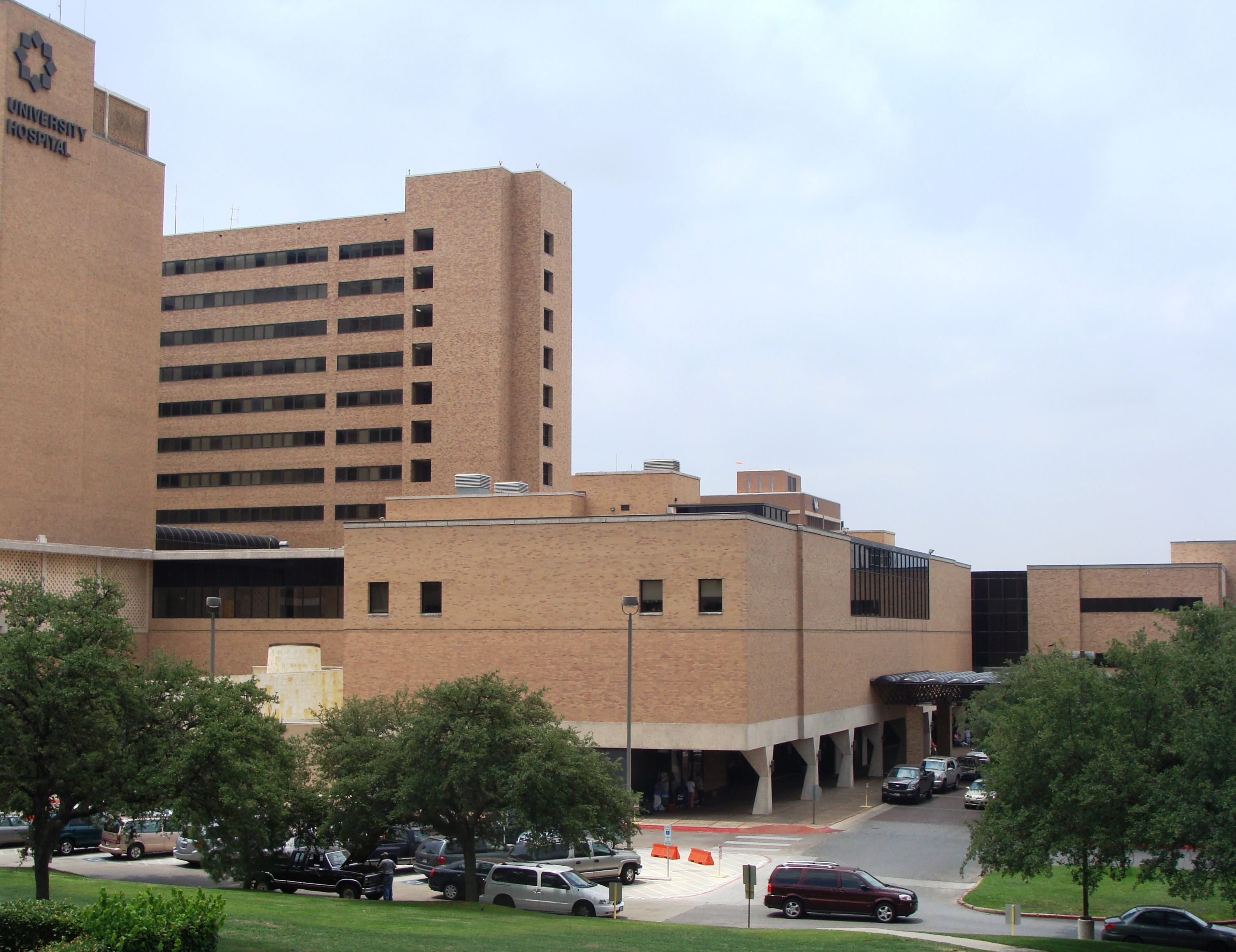

یونیورسیتی هلت سیستم یا سامانه بهداشت دانشگاه (به انگلیسی: University Health System) واقع در مرکز درمانی جنوب تگزاس در سن آنتونیو در جنوب تگزاس نام یک مرکز درمانی جامع و پیشرفته است.
این مرکز درمانی عمومی مجهز به دو بیمارستان و یکصد کلینیک در منطقه جنوب تگزاس است. همچنین وابسته به مرکز علوم درمانی دانشگاه تگزاس در سن آنتونیو است و مهمترین بیمارستان آموزشی این دانشگاه است.
این مرکز تنها بیمارستان در جنوب تگزاس است که توسط نشریه US News & World Report در زمره برترین بیمارستانهای آمریکا رتبه بندی شده است.
این مرکز درمانی، سومین بزرگترین مرکز درمانی دولتی ایالت تگزاس است.